# Omega Seamaster Planet Ocean
Lo Omega Seamaster Planet Ocean è un orologio da polso automatico professionale di lusso prodotto in Svizzera da Omega SA a partire dal 2005.
Appartiene alla linea Seamaster ed è stato caratterizzato, sin dall'inizio della sua produzione, da una resistenza all'acqua di 600m, da una  valvola di fuoriuscita dell'elio, e dalla certificazione di cronometro COSC.
Nel corso della sua storia, molte autorevoli fonti internazionali lo hanno spesso menzionato come uno dei migliori orologi da immersione di ogni tempo.

## Storia e versioni

### Anno 2005: la prima versione
Il Planet Ocean è stato introdotto nel 2005 come la evoluzione dello Omega Seamaster 300 (ref. 165.024) prodotto intorno al 1960. È stato sin da subito realizzato con differenti dimensioni (casse in acciaio massiccio inossidabile con diametro 38mm, 42mm, e 45.5mm) e movimenti (versioni solo tempo e cronografo), colori di lunette e indici, e versioni di bracciale e cinturino. Tutti i modelli hanno da sempre avuto vetro zaffiro, quadrante analogico con lancette luminescenti, una lunetta rotante in maniera unidirezionale, una corona a vite, un fondello a vite con inciso l'ippocampo simbolo dello Omega Seamaster.
Il movimento della versione solo tempo era il calibro Omega 2500, che è la evoluzione del calibro Omega 1120 (che a sua volta è una versione migliorata e decorata del movimento Eta 2892-A2) grazie alla introduzione dello scappamento coassiale inventato dall'orologiaio inglese George Daniels.

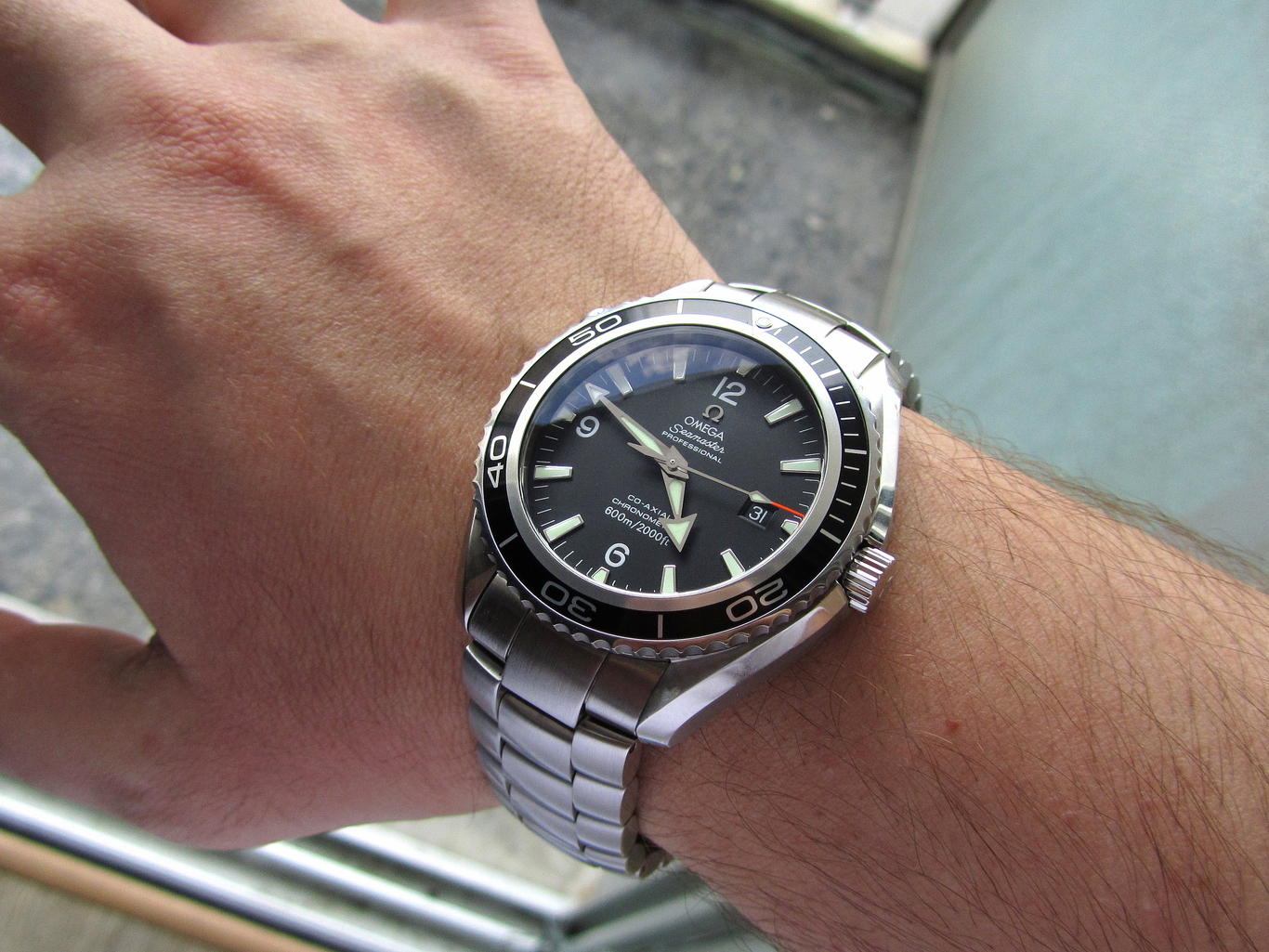
Omega Seamaster Planet Ocean Ref. 22005000

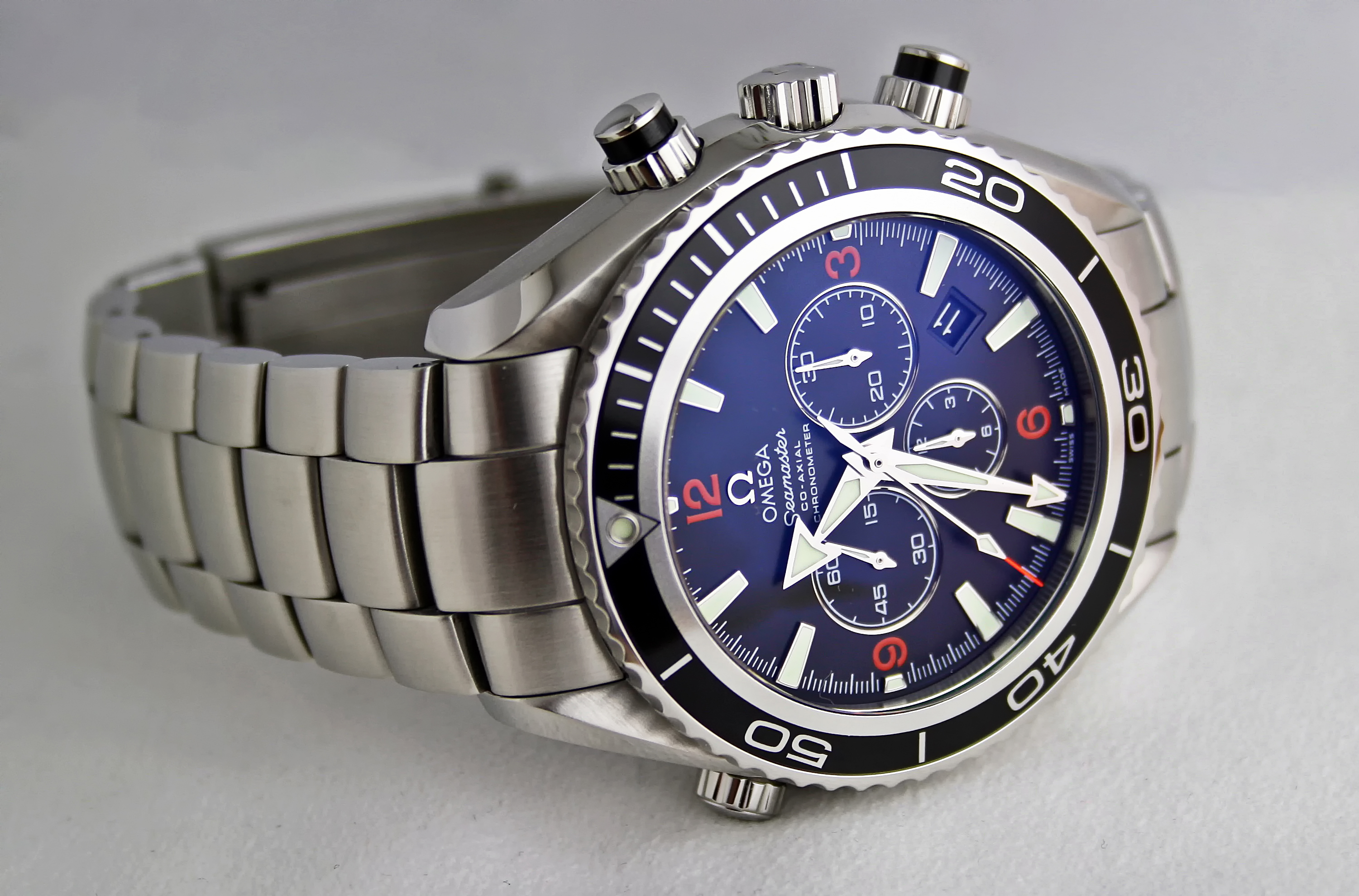
Omega Seamaster Planet Ocean Chronograph Ref. 2210.51.00

La prima generazione del Planet Ocean è stata usata in diversi film incentrati sul personaggio di James Bond:
- Ref. 2900.50.91 è apparso nel film Casino Royale;
- Ref. 2201.50.00 è apparso nel film Quantum of Solace.

Inoltre, sono state prodotte molte edizioni limitate di questa versione in onore dei Giochi olimpici (ref. 22230385001003) e di James Bond (referenza 2907.50.91 - edizione limitata Casino Royale, e referenza 22230462001001 - edizione limitata Quantum of Solace).
Una delle varianti più apprezzate e costose è la Liquid Metal Limited Edition (referenza 222.30.42.20.01.001), che è stata caratterizzata dall'utilizzo della tecnologia Liquidmetal e dall'uso di componenti in ceramica al fine di migliorare sia l'aspetto estetico che la resistenza fisica dell'orologio.

### Anno 2011: 'Face-lift', fondello trasparente, e upgrade del movimento
Nel 2011, il Planet Ocean ha subìto una rifinitura di indici, lancette, e lunetta, e ha ricevuto una serie di miglioramenti tecnologici:
- un fondello trasparente in vetro zaffiro (unico caso al mondo per un orologio subacqueo 600m);
- una lunetta in ceramica;
- un significativo miglioramento del movimento. As esempio, la versione base solo tempo calibro 8500, progettata e fabbricata interamente da Omega SA, rispetto al calibro 2500 offre:[7]
- uno scappamento coassiale migliorato, caratterizzato da una maggiore accuratezza, una più elevata riserva di carica, e maggiori intervalli di manutenzione;
- un nuovo rotore bidirezionale, più efficiente ma anche più silenzioso;
- uno ridisegnato bilanciere;
- decorazioni Cotes de Geneve en Arabesque;
- una spirale in silicio (più resistente sia alle sollecitazioni meccaniche che a forti campi magnetici - unico caso al mondo per un orologio da sub);
- elementi del quadrante in oro bianco.

Tutte le varianti in termini di diametro della cassa sono state mantenute (ref. 232.30.46.21.01.001), ed è stata aggiunta una versione da 43.5mm. L'orologio è stato prodotto anche nelle versioni cronografo (calibro Omega 9300, ref. 232.30.46.51.01.002) e GMT (calibro Omega 8605, ref. 232.30.44.22.03.001).
Infine, sono state prodotte varianti con componenti in oro, titanio, o diamanti.

### 2016: Il movimento Master Co-axial

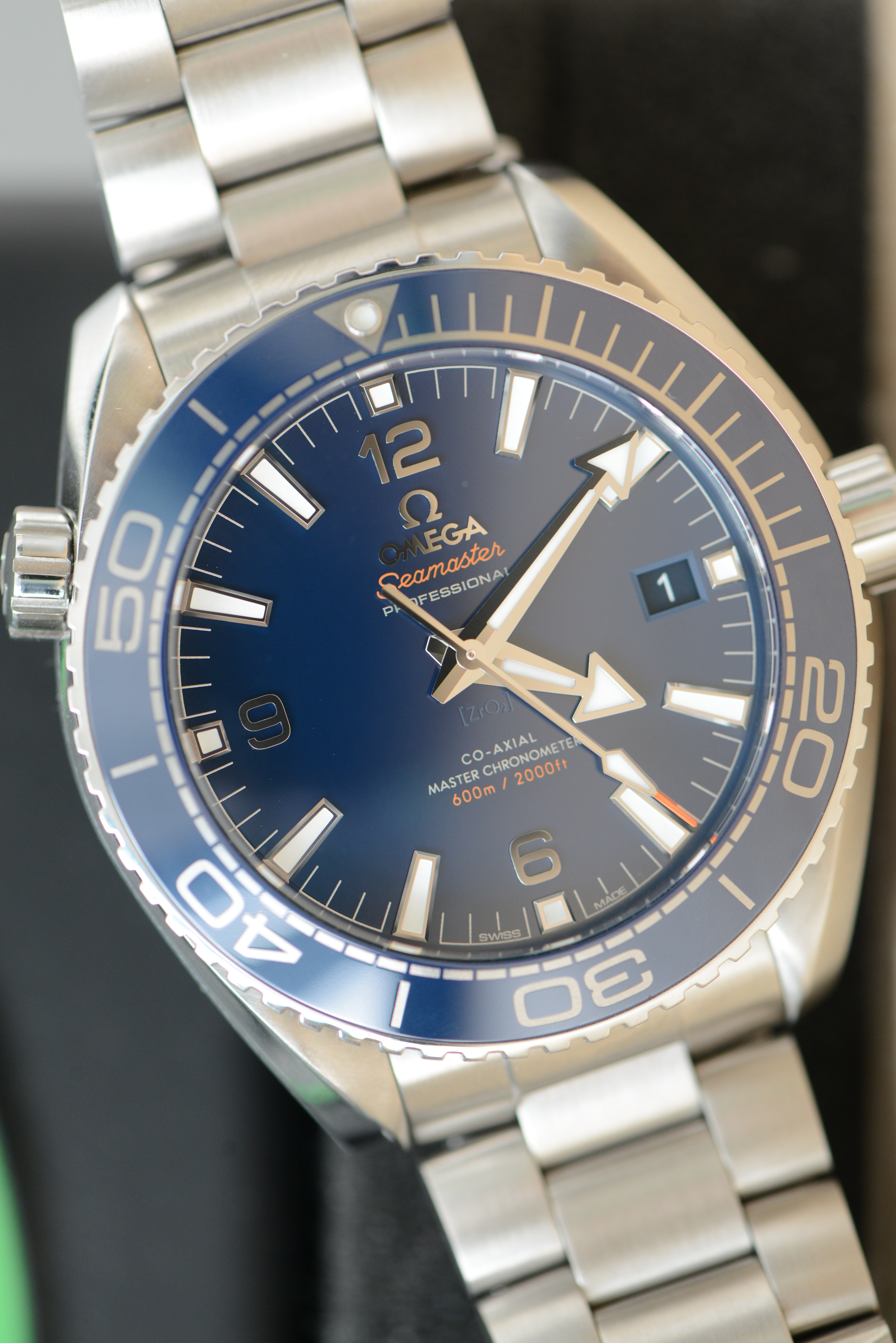
Omega Seamaster Planet Ocean Co-axial Master Chronometer. Ref. 215.30.44.21.03.001.

Nel 2016, il Planet Ocean ha subìto ulteriori miglioramenti estetici e, soprattutto, è stato equipaggiato con il movimento Omega Master Co-Axial. Continuando a rispettare gli standard della certificazione di cronometro COSC, questo movimento include una resistenza a campi magnetici di 15,000 gauss. Questa caratteristica ha portato al riconoscimento, da parte del METAS Federal Institute of Metrology, del titolo di "Master Chronometer", che ha reso il Planet Ocean il primo orologio della storia in grado di offrire, allo stesso tempo, una resistenza a campi magnetici di 15,000 gauss, una resistenza all'acqua di 600m, una  valvola di fuoriuscita dell'elio, e la certificazione di cronometro COSC.

## Indossatori notevoli
Daniel Craig, George Clooney, 
Michael Phelps, e molti altri VIP sono stati visti indossare e/o pubblicizzare lo Omega Seamaster Planet Ocean.